# 香坂氏
香坂氏（こうさかし）は、信濃国の武家の氏族。高坂氏とも書く。東信濃の名族滋野氏の一族で、滋野三家の一つ禰津氏の禰津宗直の五男貞行を祖とする。香坂は佐久郡香坂（現佐久市香坂）に由来する。

## 出自
香坂氏は信濃御牧の牧監とも伝えられる滋野一族らしく、宗清の代から山間の地で私牧の経営で力を蓄えたとされ、二代目以降は宗敦から宗実、安芸守、出羽権守と続く（「更埴人名辞書」）。
初代香坂宗清については、「県町村誌」や「信濃宝鑑」に記載されている長野県旧更級郡大岡村の曹洞宗天宗寺の由来に、「延喜年間（901年～923年）滋野朝臣香坂宗清が草庵を結び」と記されており、滋野氏の末流であることは確かとされている。しかしこの延喜年間という記述は信じがたく（滋野氏の発祥時期に等しい）、1221年の承久の乱で滋野一党が執権（北条氏）方についた戦功により、没収された上皇方の北信濃の所領を与えられた新補地頭の一人とされる。
前述の天宗寺に伝わる社伝にも、文応年間（1260年～1261年）に香坂宗清によって建立したと記されている。更に長野県長野市信州新町にある興禅寺の社伝には「文応元年（1260年）牧之島の地を給わり」とあり、この時期に香坂氏の根拠地となる牧之島を得て徐々に勢力を拡大していったことが伺われる。資料によって時代的に食い違いが見られるが、遅くとも鎌倉期には善光寺平南部の山間地（上水内郡・更級郡）に、勢力を扶植していたことは確かであると考えられている。

## 室町時代
鎌倉幕府が滅亡後、「中先代の乱」の余韻が残る建武3年（1336年）に南朝方として牧城（長野市にある晋光寺付近、後の牧之島城）で兵を挙げた香坂心覚（六代）が登場する。この挙兵に連動して北条高時の弟泰家（時興）も隣接する麻績御厨で挙兵したと伝わっており、劣勢に追い込まれた北条残党として南朝に接近したと考えられる。挙兵は北朝方の村上信貞や高梨経頼らにより鎮圧されるが、牧城は1月と6月に攻撃を受けても落城しなかったと伝えられる（市河家文書・高梨文書）。その後も南朝方として活動していたと思われ、香坂美濃介が正平6年（1351年）と正平8年（1353年）に北朝方の信濃守護小笠原長基と争った記録がある。
南信濃の伊那谷にも、大河原（現在の長野県大鹿村一帯）を領した香坂氏がおり、南北朝時代に後醍醐帝の皇子宗良親王を30年にわたって奉じた香坂高宗を輩出している。高宗は香坂心覚の甥とも伝えられ、香坂心覚の挙兵時に敗北した香坂氏の一部が伊那谷に逃れたとの説もある。ただし、こちらは根津氏ではなく同じ滋野三家の望月氏の傍流を名乗っており、関係についてははっきりしていない。
応永7年（1400年）の大塔合戦では、大文字一揆衆の中に香坂宗継（九代）の名が見える。永享12年（1440年）結城合戦に参加した信濃武士の記録（結城御陣番帳）の十二番目に「香坂殿」（十代目と想定される）が単独で記載されており、そこから一定の勢力を保持していることが窺える。また文明年間（1469 - 87年）に、小笠原家の内紛から府中（現在の松本市）を追われた小笠原長朝一行を香坂安芸守が牧城に保護した記録が、小笠原家の資料（小笠原家譜）に残されている。
香坂安芸守忠宗の時（永正2年、1505年）、村上顕国が配下の小川氏が従わないため、その命を受けて大日方氏を伴って古山城を攻略し落城させて、この城には大日方氏を入れた。

## 戦国時代
その後しばらく記録には登場しない時期が続くが、戦国期は甲斐武田氏による信濃侵攻が行われ、香坂宗重は当初村上義清に従ったが、最終的に武田信玄に臣従し、弘治2年（1556年）に信玄の命により埴科郡英多庄（現在の松代）内に移る。そこで香坂城（館）を構えたとされるが、弘治3年（1557年）第3次川中島の戦いで焼失した。なお、この館は武田家臣で海津城代の春日弾正忠（春日虎綱）にちなんで「弾正館」と称したとされ、このことから春日虎綱が「香坂氏の娘」を娶ったのが弘治3年より前であったと考える向きもある。永禄3年（1560年）に海津城が完成した後は、所領が近い関係で在城番を務めたと思われ、その功績により信玄から川中島に三百貫の所領を与えられた記録が残されている（「高野文書」）。
第4次川中島の戦いの直前の永禄4年（1561年）5月には上杉氏との密通の嫌疑で宗重が海津城で誅される。これにより香坂氏嫡流は途絶え、後に香坂氏の娘を娶った関係で春日虎綱が名跡を継承し、虎綱は海津城代として北信の川中島衆を率いている（虎綱は永禄9年9月までには春日姓に複姓しているが、春日虎綱が一般には高坂弾正忠として知られる様になるのは、この事に起因している）
高坂昌澄が嫡流を継ぐ。天正3年(1575年)、長篠の戦いで戦死。弟の高坂昌元が継ぐ。

## 天正壬午の乱
高坂昌元は、織田家臣の森長可の傘下に入るが、本能寺の変で織田信長が殺害されると高坂昌元が森長可に反撃する一揆軍を率いた為、人質となっていた子の森庄助（勝助）は撤退する森長可によって殺害される。その後、上杉景勝傘下に入るが、北条氏直に内通した為、天正10年7月13日（1582年8月1日）に殺害された。これにより、高坂氏嫡流は一時、断絶する。
武田氏が滅亡した後、天正壬午の乱で北信濃を支配した上杉景勝により香坂能登守(高坂昌元?)が所領を安堵された記録があり、香坂宗家が松代に移った後も一族が残されていたことが判る。

## 江戸時代

### 米沢藩
米沢藩士の記録に香坂氏の名と共に「滋野」「本国信州」と記されていることから、香坂昌能が他の北信濃の国人衆らと同様に上杉家の家臣として江戸時代を通じて存続した。（「米府鹿子」）
香坂氏（席次第29位、藩内350石：田沢）
香坂昌能＝忠昌（井上達満四男）－高昌－長昌－豊昌－長興（豊昌の孫）－直昌－昌明－克昌＝昌象（克昌の弟）－昌邦

### 信濃高遠藩
また、高坂昌定の子の高坂昌国が保科正之(	信濃高遠藩)に300石で仕えた。

## 幕末
幕末には中条豊前を主将とする米沢藩越後出兵の指揮官の中に、香坂与三郎、香坂勘解由らの名前が見える。

## 人物
- 高坂昌信
- 高坂昌元
- 高坂昌定
- 高坂昌澄
- 高坂甚内 - 出自不明。江戸時代に高坂昌信の子などの設定が加えられた。